# Cornus angustata
Espèce
Classification APG III (2009)
Cornus angustata est une espèce d'arbustes, plus rarement d'arbres, de la famille des Cornaceae.
Elle est haute de 4 à 10 m. Elle est originaire de Chine et rustique jusqu'en zone 7. Ses feuilles oblongues, vert lustré (parfois rougeâtres) sont persistantes et mesurent 7-9 cm par 2-5 cm. Son tronc est gris-brun et les jeunes branches vertes. Au printemps, ses inflorescences globuleuses sont entourées de quatre bractées blanches. Fruits rouges de 1,5 à 2,5 cm de diamètre, comestibles à l'automne.

## Synonymes
- Cornus capitata var. angustata (Chun) W.P.Fang - (nom valide selon certains auteurs)
- Cornus elliptica (Pojark.) Q.Y. Xiang & Boufford - (nom valide selon certains auteurs)
- Cornus kousa var. angustata Chun
- Benthamidia japonica var. angustata (Chun) H.Hara
- Dendrobenthamia angustata (Chun) W.P.Fang